# Александрувка (Луківський повіт)
Александрувка (пол. Aleksandrówka) — село в Польщі, у гміні Сточек-Луковський Луківського повіту Люблінського воєводства.
Населення — 234 особи (2011).
У 1975-1998 роках село належало до Седлецького воєводства.

## Демографія
Демографічна структура станом на 31 березня 2011 року:
|          | Загалом | Допрацездатний вік | Працездатний вік | Постпрацездатний вік |
| -------- | ------- | ------------------ | ---------------- | -------------------- |
| Чоловіки | 128     | 30                 | 85               | 13                   |
| Жінки    | 106     | 27                 | 58               | 21                   |
| Разом    | 234     | 57                 | 143              | 34                   |